# 本間進
本間 進（ほんま すすむ、1954年8月17日 - ）は、日本の政治家。自由民主党所属の千葉県議会議員（8期）。元千葉市議会議員（1期）。元俳優。千葉県銚子市出身。拓殖大学大学院修了。

## 経歴
- 1954年8月17日生まれ。
- 1967年3月千葉市立生浜小学校卒業
- 1970年3月千葉市立生浜中学校卒業
- 1973年千葉敬愛高等学校卒業
- 1976年映画「嗚呼!!花の応援団」で俳優デビュー
- 1977年拓殖大学政経学部政治学科卒業

拓殖大学在学中は俳優業と並行して精神研究愛好会（拓神会）で活動
- 1983年4月千葉市議会議員（1期）
- 1991年4月千葉県議会議員、中央区 (千葉市)選出（以降4期連続当選）
- 2007年7月第21回参議院議員通常選挙に於いて千葉県選挙区にて無所属で出馬、落選
- 2009年4月拓殖大学大学院地方政治行政研究科修士課程入学
- 2011年3月拓殖大学大学院地方政治行政研究科修士課程修了
- 2011年4月千葉県議会議員、中央区 (千葉市)選出（5期）
- 2015年4月千葉県議会議員、中央区 (千葉市)選出（6期）
- 2015年5月第69代千葉県議会議長に選出[2]
- 2019年4月千葉県議会議員、中央区 (千葉市)選出（7期）
- 2023年4月千葉県議会議員、中央区 (千葉市)選出（8期）

### 映画
- 『嗚呼!!花の応援団シリーズ』（日活）

第1弾+第2弾では小川統制部長（副団長兼務）役で助演。
第3弾「男涙の親衛隊」にて主演。1996年リメイク版ではエグゼクティブ・プロデューサーを務める。
- 『博多っ子純情』（松竹）富田松男役
- 『マルサの女』（東宝）代議士の秘書役
- 『マルサの女2』（東宝）漆原の秘書役
- 『マルタイの女』（東宝）裁判所の係官役